# Beautiful Ghosts
"Beautiful Ghosts" é uma canção da cantora norte-americana Taylor Swift para adaptação do filme Cats (2019). Lançada em 15 de novembro de 2019.

## Antecedentes
Como conceito, a música sem título foi relatada pela primeira vez no início de 2018, quando a adaptação do filme estava nos estágios iniciais de produção. A música foi projetada para fornecer uma maneira de Victoria apresentar seu personagem ao público, pois ela se comunica apenas através de gestos e dança no show original. Swift e Lloyd Webber anunciaram através de suas redes sociais que a versão executada por Swift será lançada em 15 de novembro de 2019, pouco menos de um mês antes do lançamento teatral do filme.

## Composição
A música começou como uma melodia acústica composta por Lloyd Webber. Durante as filmagens em dezembro de 2018, Lloyd Webber tocou Swift a melodia no piano, e Swift improvisou letras. Segundo Lloyd Webber, os dois "escreveram 90% praticamente durante uma tarde".[carece de fontes?]

## Recepção crítica
Darlene Aderoju e Joelle Goldstein, da People, descreveram a música como "assustadoramente bonita" e "assustadora melodia" que "fala com um sentimento de desejo de ser desejado e relembrar melhores memórias". Eles também elogiaram a canção de Swift, descrevendo-o como "tubos impressionantes além do estilo típico de country-pop", especialmente a nota final.

## Indicações
A música foi indicada para Melhor Canção Original no Globo de Ouro de 2020, tornando-se a terceira indicação de Swift na categoria, seguindo "Safe & Sound" (2013) e "Sweeter than Fiction" (2014).
| Ano  | Prêmio        | Categoria          | Resultado | Ref.         |
| ---- | ------------- | ------------------ | --------- | ------------ |
| 2020 | Globo de Ouro | Best Original Song | Indicada  | [ 9 ] [ 10 ] |

## Histórico de lançamento
| Região      | Data                   | Formato                    | Gravadora | Ref.   |
| ----------- | ---------------------- | -------------------------- | --------- | ------ |
| Mundo       | 15 de novembro de 2019 | Download digital streaming | Polydor   | [ 11 ] |
| Reino Unido | 30 de novembro de 2019 | Adult contemporary         | Polydor   | [ 12 ] |